# Pammenopsis
Pammenopsis là một chi bướm đêm thuộc phân họ Tortricinae của họ Tortricidae.

## Các loài
- Pammenopsis barbata Komai & Horak, in Horak, 2006
- Pammenopsis critica (Meyrick, 1905)